# Tradeka
Tradeka är en multisektorkoncern i Finland. Moderbolaget är Andelslaget Tradeka (tidigare Andelslaget Tradeka-koncernen, Andelslaget Eka-koncernen, E-andelslaget Eka, Centralandelsaffären OTK, Andelspartiaffären, Andelspartiaffären i Finland), som grundades 1917. Tradeka talar om sig själv som ett andelslag med meningsfullt ägande. Koncernen hade 193 443 medlemmar och 4 248 anställda år 2022.
I Tradeka-gruppen ingår Tradeka-palvelut och Tradeka-Yhtiöt. Den senare äger Restel, Tradeka-sijoitus, Suomen sairaalalaitepalvelu, Lehtipiste, Med Group (marknadsföringsnamn Onni) och A-Katsastus.